# Bamberga
Bamberga (em alemão: Bamberg) é uma cidade no estado da Baviera, Alemanha. Está localizada na região administrativa da Alta Francónia. Bamberga é uma cidade independente (Kreisfreie Stadt) ou distrito urbano (Stadtkreis), ou seja, possui estatuto de distrito (kreis).
A cidade é um importante centro econômico e cultural na região da Francônia. Aqui localiza-se a sede do Arcebispado de Bamberga (em latim: Archidioecesis Bambergensis) e a Universidade de Bamberga Otto-Friedrich-Universität.
A Cidade Histórica de Bamberga (Altstadt) totalmente intacta foi reconhecida em 1993 pela UNESCO como patrimônio mundial.

## Geografia
A cidade situa-se ao oeste da serra Naturpark Fränkische Schweiz (Parque Natural Suíço-Francônio) e ao leste da serra Naturpark Steigerwald (Parque Natural Steigerwald). A 65 km ao sul localiza-se Nuremberga e 100 km ao leste Vurzburgo.
Passa pela cidade o rio Regnitz que é afluente do rio Meno e o canal Meno-Danúbio (Main-Donau-Kanal). Este canal d'água faz a conexão entre o rio Danúbio e o rio Meno, ligando ambos ao rio Reno, possibilitando assim o transporte fluvial até o porto de Roterdão nos Países Baixos.

## História
Durante os séculos pós-romanos de migração e colonização germânica, a região posteriormente incluída na Diocese de Bamberga era habitada maioritariamente por eslavos. A localidade, mencionada pela primeira vez em 902, cresceu ao redor do castelo de Babemberga que deu o nome à Casa de Babemberga. Após a sua extinção passou para a casa da Saxónia. A região foi cristianizada principalmente pelo monges Beneditinos da Abadia de Fulda, e a terra ficou sob autoridade espiritual da Diocese de Würzburg.
Em 1007, o Sacro Imperador Romano Henrique II da Germânia elevou Bamberga, uma herança de família, a sede de uma diocese separada. O propósito do imperador era tornar a Diocese de Würzburg mais bem governável em termos de tamanho, e reforçar o Cristianismo nos distritos da Francónia, a leste de Bamberga. Em 1008, após longas negociações com os Bispos de Würzburg e Eichstätt, que deveriam ceder porções das suas dioceses, foram definidos os limites da nova diocese, e no mesmo ano o Papa João XVIII concedeu a confirmação papal. A nova catedral foi consagrada a 6 de Maio de 1012, e em 1017 Henrique II fundou uma abadia Beneditina para treinamento do clero no Monte São Miguel, perto de Bamberga. O imperador e a sua esposa Cunigunda do Luxemburgo doaram grandes possessões temporais à nova diocese, e recebeu muitos privilégios dos quais se originou o poder secular do bispo (veja Weber em Historisches Jahrbuch der Gorresgesellschaft em 1899, pp. 326–345 e 617-639). No âmbito da sua visita a Bamberga (1020), o Papa Bento VIII colocou a diocese sob dependência directa da Santa Sé. Durante um curto período Bamberga foi o centro do Sacro Império Romano. Henrique e Cunigunda foram ambos sepultados na catedral.
A partir da segunda metade do século XIII, os bispos eram príncipes do Império e governaram Bamberga, exigindo a construção de edifícios monumentais. Em 1248 e 1260 a sé obteve grandes fatias das propriedades dos Condes de Meran, em parte por compra e em parte pela apropriação de condados extintos. O Antigo Bispado de Bamberga era composto por um território contínuo que se estendia desde Schlüsselfeld para nordeste em direcção à Floresta Francónia, e possuía adicionalmente propriedades nos ducados da Caríntia e de Salzburgo, no Nordgau (actualmente Alto Palatinado), na Turíngia, e no Danúbio. As mudanças introduzidas com a Reforma reduziram este território praticamente a metade.
Os julgamentos de bruxas do século XVII fizeram centenas de vítimas em Bamberga e atingiram o clímax entre 1626 e 1631 sob o governo do Príncipe-Bispo Johann Georg II. A famosa Drudenhaus (prisão das bruxas), construída em 1627, não subsistiu até hoje; no entanto permanecem descrições detalhadas de alguns casos, como o de Honolanda Ventura e Johannes Junius.
Em 1647 foi fundada a Universidade de Bamberga com o nome de Academia Bambergense.
Em 1759, as possessões e jurisdições da diocese situadas na Áustria foram vendidas àquele Estado. Aquando da secularização das terras da igreja (1802) a diocese cobria 3.305 km² e tinha uma população de 207.000. Bamberga perdeu assim a sua independência em 1802, e tornou-se parte da Baviera em 1803.
Bamberga foi ligada ao sistema ferroviário em 1844, que tem sido desde essa altura uma infraestrutura essencial.
Após a Primeira Guerra Mundial, quando uma revolta comunista tomou o controle da Baviera, o governo fugiu para Bamberga onde ficou quase dois anos, antes da capital bávara, Munique, ser recapturada pelo Freikorps (veja República de Veimar). A primeira constituição republicana da Baviera foi aprovada em Bamberga, que como tal é chamada Bamberger Verfassung (constituição de Bamberga).
Em 1973, a cidade celebrou o milénio da sua fundação.

## Cultura e pontos turísticos

### Turismo

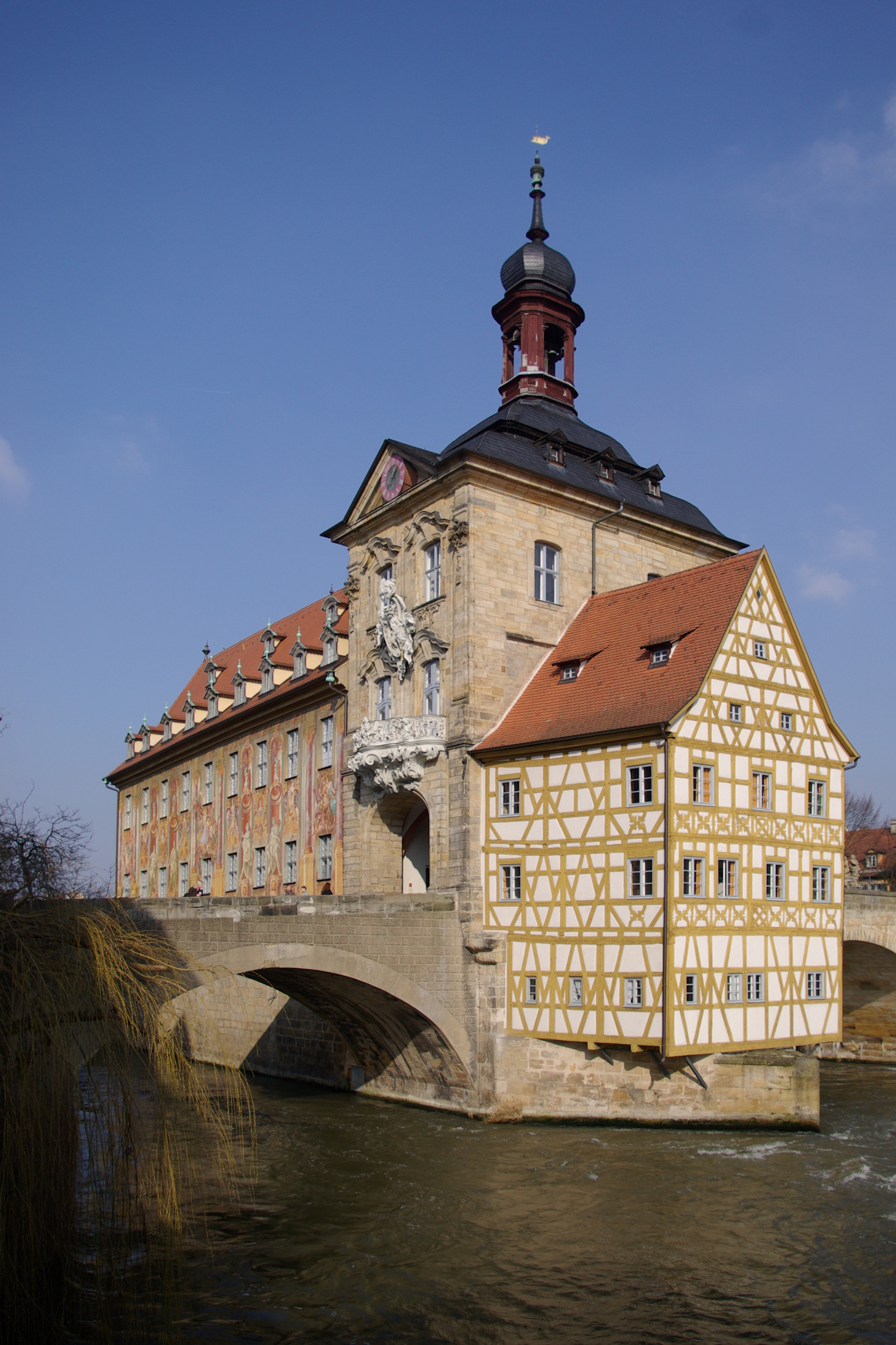
Antiga Câmara Municipal próxima ao rio Regnitz

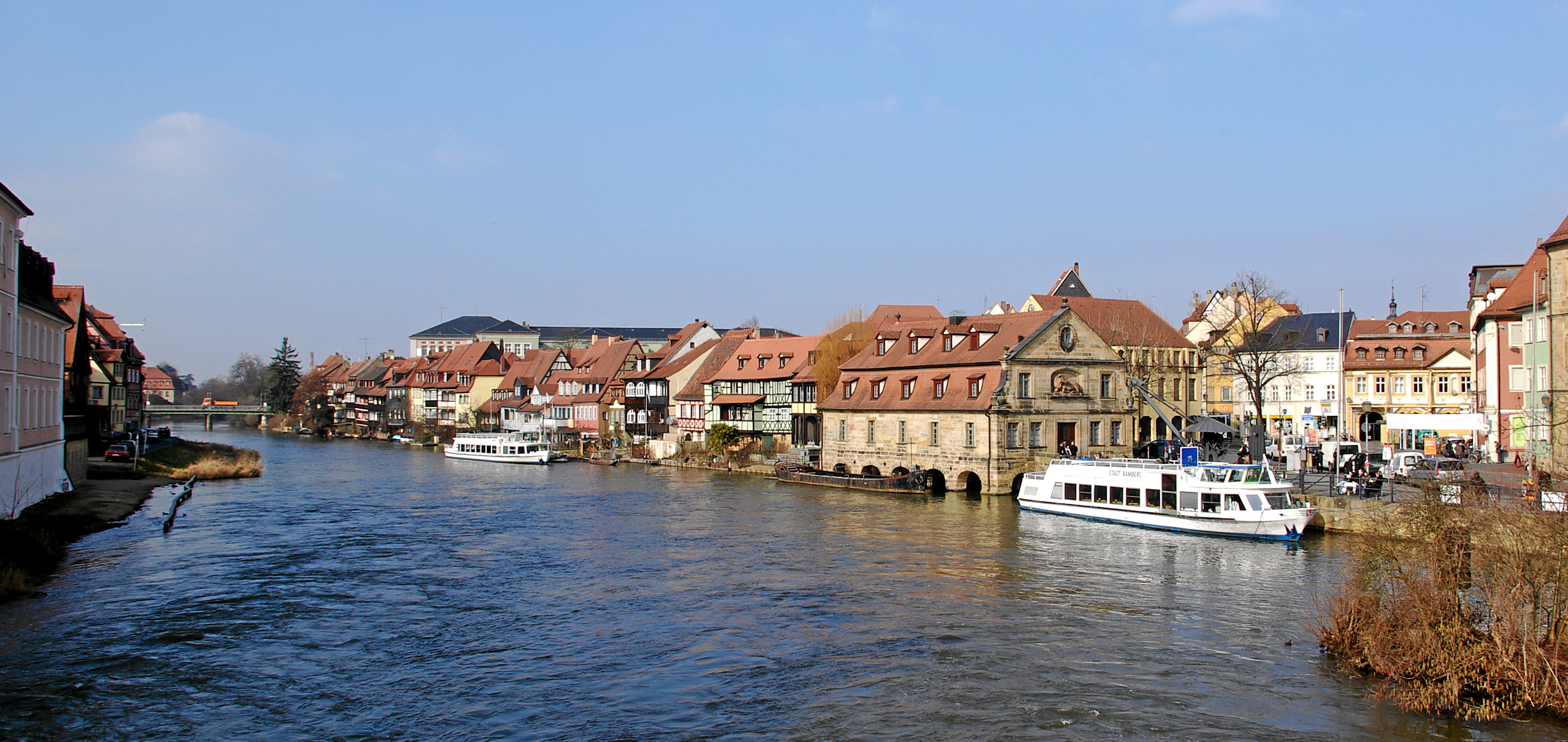
Antiga vila de pesadores "Pequena Veneza"

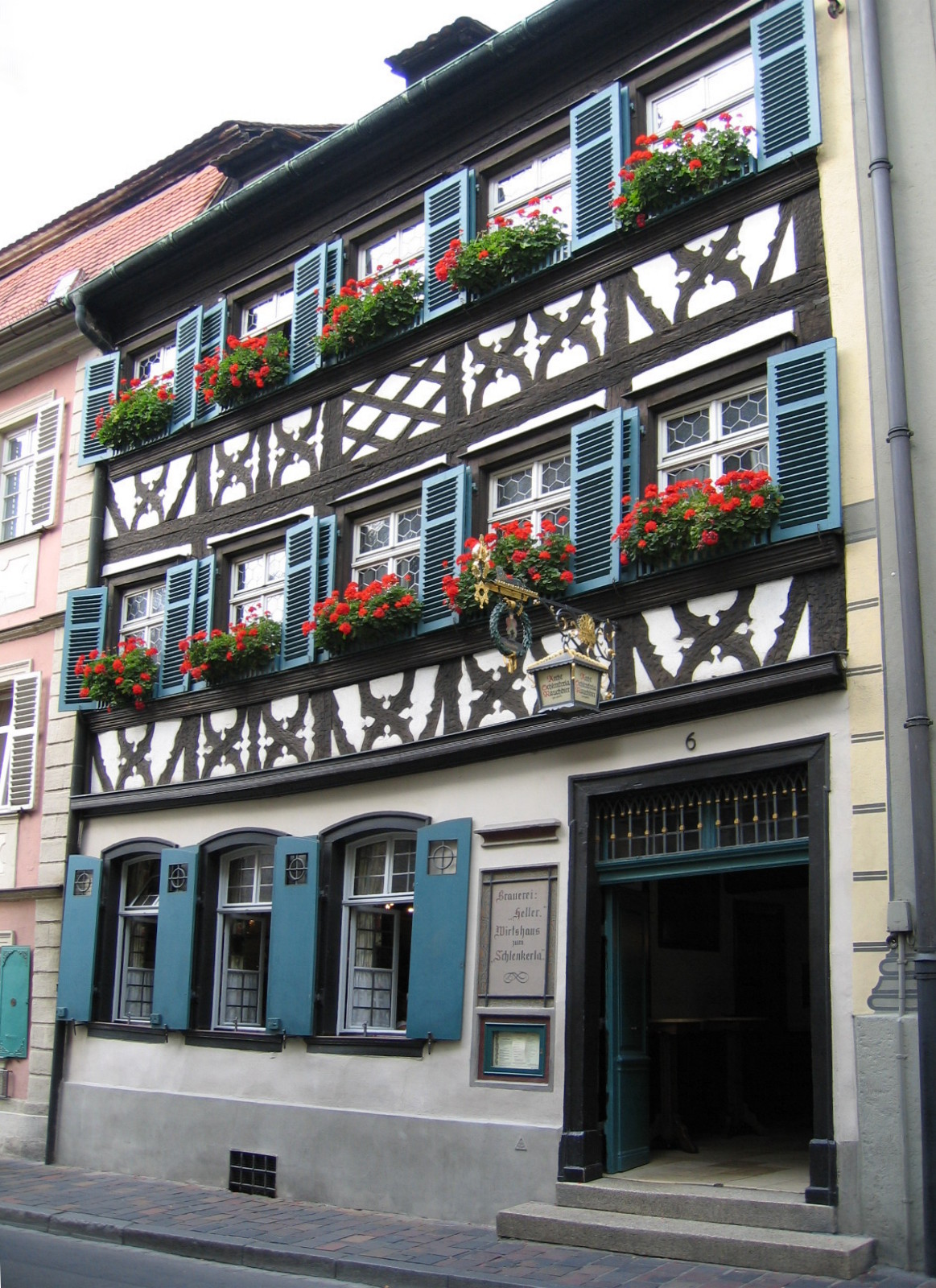
Taverna tradicional "Schlenkerla" de 1405

A cidade de Bamberga tem vários pontos turísticos, não só pelo fato da Cidade Histórica de Bamberga ter sido reconhecida pela UNESCO como patrimônio histórico, mas também porque a cidade conseguiu preservar seu caráter medieval ao longo do tempo.
- Catedral Imperial de Bamberga 1237 (Kaiserdom), com a sepultura do papa Clemente II e a sepultura do imperador Henrique II e sua esposa (feita por Tilman Riemenschneider de 1499 a 1513).
- Residência Antiga da Corte (Alte Hofhaltung) entre o século XVI e o séc.o XVII
- Nova Residência (Neue Residenz) do século XVII
- Biblioteca Estatal de Bamberga (Staatsbibliothek Bamberg), localizada na Nova Residência
- Câmara Municipal Antiga (Altes Rathaus) (1386), construída na ilha do rio Regnitz
- Pequena Veneza (Klein-Venedig), antigo bairro de pescadores de Bamberga ao longo do rio Regnitz
- Palácio Geyerswörth, antiga residência episcopal
- Castelo de Altenburg (1109), antiga residência episcopal de 1305 a 1553

### Música
- Orquestra Sinfônica de Bamberga

### Cervejarias
As cervejarias de Bamberga são de grande importância econômica, pois com apenas 70.000 habitantes a cidade tem no total dez cervejarias. A cerveja defumada (em alemão: Rauchbier) é a mais famosa, produzida pelas cervejarias Brauerei Schlenkerla e Brauerei Spezial.
A cerveja "Aecht Schlenkerla Rauchbier" é a mais conhecida não só na região da Francônia, mas também por um público internacional. A taverna tradicional Schlenkerla (desde 1405), sediada no Centro Histórico, é uma importante instituição na cidade.
Bamberga faz parte da região cervejeira Francônia (Bierfranken), que com mais de 300 cervejarias tem a maior densidade de cervejarias por número de habitantes do mundo.

### Festas
- Semana das antiguidades de Bamberga (Bamberger Antiquitätenwoche), realizado anualmente entre julho e agosto
- Sandkerwa, festa tradicional no mês de agosto que se realiza ao longo da Cidade Histórica de Bamberga

## Personalidades
- Conrado III da Germânia, imperador (1138 - 1152) e fundador da dinastia Hohenstaufen de imperadores do Sacro Império
- Christopher Clavius, matemático e astrônomo, principal arquiteto do calendário gregoriano moderno
- E. T. A. Hoffmann, escritor, compositor, caricaturista e pintor
- Joachim Kammermeister, humanista e poeta
- Karlheinz Deschner, teólogo e historiador

## Cidades-irmãs
- Bedford, Reino Unido
- Esztergom, Hungria
- Feldkirchen in Kärnten, Áustria
- Praga, República Checa
- Rodez, França
- Villach, Áustria